# 魔鬼雷普利
《魔鬼雷普利》（英語：Ripley's Game），2002年電影，由義大利導演莉莉安娜·卡瓦尼執導，改編自美國犯罪小說家派翠西亞·海史密斯代表作天才雷普利系列小說中的第三本。

## 劇情簡介
故事是在《天才雷普利》二十年後，居於威尼斯的湯姆·雷普利如其所願，成為有名望的上流社會人士，並與美麗的音樂家路薏莎結婚。湯姆受邀參加派對，不意間聽聞派對主人強納森對他的汙辱及大肆批評，湯姆暫且按下，但他決意要設計報復強納森，一步一步引誘他陷入罪惡的深淵...

## 角色
- 約翰·馬克維奇 飾 湯姆·雷普利 by
- 道格瑞·史考特Dougray Scott 飾 強納森·崔凡尼
- 琳娜·海蒂Lena Headey 飾 莎拉·崔凡尼
- 雷·溫斯頓Ray Winstone 飾 瑞文斯
- 基娅拉·卡塞利 飾 路薏莎

## 外部連結
- 互联网电影数据库（IMDb）上《Ripley's Game》的资料（英文）
- AllMovie上《Ripley's Game》的资料（英文）
- 爛番茄上《Ripley's Game》的資料（英文）
- Filmografia di Liliana Cavani
- Two Faces of Ripley, filmbrain.com comparison of The American Friend and Ripley's Game